# Kungsbacka (stad)
Kungsbacka is de hoofdstad van de gemeente Kungsbacka in de provincie Hallands län en de landschap Halland in Zweden. De plaats heeft 17.784 inwoners (2005) en een oppervlakte van 964 hectare.

## Geschiedenis
Tot 1658 behoorde de plaats tot Denemarken.

## Verkeer en vervoer
Bij de plaats lopen de E6/E20 en Länsväg 158.
De plaats heeft een station aan de spoorlijn Göteborg - Malmö.

## Geboren
- Hasse Jeppson (1925-2013), voetballer
- Per Wahlöö (1926-1975), detectiveschrijver
- Fredrik Jacobson (1974), golfer
- Marcus Thorbjörnsson (1987), voetballer
- Adrian Schultheiss (1988), kunstschaatser
- Fridolina Rolfö (Hanhals församling, 1993), voetbalster
- Ulrik Munther (1994), zanger en acteur
- Erik Persson (1994), zwemmer